# 黃英華
黃英華，香港資深音樂創作人，為多部經典大片幕後配樂，如《梁祝》、《暗戰》、《功夫》，自1999年電影《喜劇之王》後深受周星馳傾愛，為其電影作品配樂之首選人物。他经常合作的导演包括徐克、杜琪峰、周星馳，以1994年《梁祝》获第14届香港电影金像奖最佳电影配乐奖。

## 得獎紀錄
| - 第十四屆香港電影金像獎 最佳電影配樂《梁祝》 - 与胡偉立、黃霑、雷頌德 | - 第十五屆香港電影金像獎 最佳原創音樂《花月佳期》 - 与胡偉立 - 第二十一屆香港電影金像獎 最佳原創電影音樂《少林足球》 - 第二十四屆香港電影金像獎 最佳原創電影音樂《功夫》 |

## 外部連結
- 黃英華的新浪微博